# Enrique Chazarreta
Enrique Salvador Chazarreta (Coronel Du Graty, Chaco; 29 de julio de 1947-24 de marzo de 2021) fue un futbolista argentino que jugó para la Selección Argentina. Jugaba de mediocampista, su primer club como profesional fue Argentinos Juniors y se retiró en Loma Negra.

## Carrera deportiva
Inició su carrera deportiva a los 17 años en el conjunto dugratense, Club Atlético Marcelino Ugarte (C.A.M.U). Luego fue cedido a Sarmiento de Resistencia, donde jugo tres años y se consagró campeón de la liga chaqueña en 1967 teniendo como compañero a Eduardo Maglioni, quien luego se destacó como centrodelantero en Independiente. Se incorporó a San Lorenzo en febrero de 1968. Fue cedido a préstamo a Argentinos Juniors en 1969, pero regreso a San Lorenzo en 1970, para consagrarse bicampeón en 1972 y nuevamente campeón en 1974, cuando compartió el plantel con su hermano Pedro. Debutó en la Selección Argentina el 6 de febrero de 1973 en el partido contra México. En 1974 fue convocado al Mundial de Alemania pero hizo solo una aparición en el torneo antes de que Argentina fuera eliminada.
En 1975 emigró a Francia donde jugó para el Avignon Foot 84 y luego en el Olympique Alès. En 1980 regresó a la Argentina, para jugar en la Primera B Metropolitana para Gimnasia y Esgrima de La Plata y finalmente en el Club Deportivo Morón.
Una particularidad en su estilo de juego, era buscar la pelota en lo alto con la boca excesivamente abierta, razón por la que sus amigos lo apodaban "El Sapo", ya que según ellos "daba la impresión de que se iba a tragar la pelota, más que cabecearla".

## Clubes
| Club                           | País      | Año       |
| ------------------------------ | --------- | --------- |
| Argentinos Juniors             | Argentina | 1969      |
| San Lorenzo                    | Argentina | 1970-1975 |
| AC Avignon                     | Francia   | 1975-1977 |
| Olympique Alès                 | Francia   | 1978-1979 |
| Gimnasia y Esgrima de La Plata | Argentina | 1980–1981 |
| Deportivo Morón                | Argentina | 1982      |

## Títulos
| Torneo           | Equipo      | País      | Año    |
| ---------------- | ----------- | --------- | ------ |
| Primera División | San Lorenzo | Argentina | M-1968 |
| Primera División | San Lorenzo | Argentina | M-1972 |
| Primera División | San Lorenzo | Argentina | N-1972 |

## Selección nacional
Ha sido internacional con la Selección de fútbol de Argentina en dos ocasiones.

### Participaciones en Copas del Mundo
| Mundial                        | Sede     | Resultado     | Partidos | Goles |
| ------------------------------ | -------- | ------------- | -------- | ----- |
| Copa Mundial de Fútbol de 1974 | Alemania | Segunda ronda | 1        | 0     |